# 尾道中学校・高等学校
尾道中学校・高等学校（おのみちちゅうがっこう・こうとうがっこう）は、広島県尾道市向島町に所在し、中高一貫教育を提供する私立中学校・高等学校。

## 沿革
- 1956年 尾道小中学校PTA連合会が母体となり、学校法人尾道学園設立
- 1957年 「広島県尾道高等学校」として、栗原町1268番地の1に開校（普通科・商業科（のちに総合ビジネス科へ改編））。開校式を挙行
- 1958年 校旗及び校歌制定式を挙行
- 1960年 工業科（機械科）を設置
- 1961年 工業科（電気科）を設置
- 1962年 工業科（造船科）を設置（1974年度まで）
- 1967年 屋内温水プールを設置
- 2000年 通信制課程単位制総合学科を設置
- 2002年 屋内温水プールを取り壊し
- 2005年 通信制課程単位制総合学科を募集停止（後期より）
- 2006年 校名から「広島県」を取り、「尾道高等学校」とする。この年度から中学校も新設し「尾道中学校」との併設となる。校章も「尾」の字が羽ばたく様子をイメージしたものに刷新
- 2007年 総合ビジネス学科募集停止。新校歌制定（作詞：光原百合（作家）、作曲：小原孝（ピアニスト、作曲家））。旧校歌は学校賛歌となる
- 2009年
  - 4月 総合ビジネス科を廃止
  - 8月 尾道市向島町にあった広島県立尾道工業高等学校跡地へ移転。始業式が8月28日に9月1日に向島キャンパス開校式が執り行われる
- 2013年8月1日　機械科実習棟　完成
- 2014年12月31日　講堂兼体育館　完成
- 2020年12月 人工芝グラウンド　完成

## 設置学科
- 全日制課程
  - 普通科
    - 最難関コース
    - 難関コース
    - 総合進学コース
    - スポーツコース（硬式野球部・男子ソフトテニス部・女子バレーボール部）

  - 機械科
  - 電気科

## 部活動
水泳部
古くから水泳の歴史で広島県は中枢を担ってきていたが、徳田一臣のスパルタ教育で全国一の強豪だった三原三中出身選手の受け皿に1967年（昭和42年）、尾道高校に水泳部が出来ると、当時としては珍しい屋内プールを作るなど強力なバックアップを敷き、翌1968年（昭和43年）の広島全国高校総体（全国高校選手権）で白パンツ旋風を巻き起こし11の高校新をマークし圧勝。1969年（昭和44年）、鶴峯治が監督に就任すると、さらに実力を伸ばし高校総体5連覇を含む優勝9回、1976年モントリオールオリンピックでは、男子水泳代表選手を、全員尾道高校現役かOBで固めるという空前絶後の黄金時代を築いた。またこの尾道高校の出身選手を「広島に残そう」と広島の水泳関係者の尽力で広島市内に出来たのがフジタドルフィンクラブで、ここで育った田口信教が1972年（昭和47年）、ミュンヘンオリンピックで金メダルを獲得した。尾道高校とフジタドルフィンクラブには全国のトップ選手が集まり、1970年代広島は日本の男子水泳の中心になった。しかし世界を目指すエリートたちの水泳部は、高校のクラブ活動の限界を越える諸問題があり1979年（昭和54年）、鶴峯監督と主力選手が中京高校に転校した。チームは勿論、その後弱体化し、現在では温水プールも取り壊されているが、OBの田口が柴田亜衣らを、田口の尾道高校時代の同級・石森昌治が古賀淳也らを育てている。なお、現在は水泳部は廃部となっている。
ラグビー部
2004年度、第84回全国高校ラグビーフットボール大会に初出場。
近年では躍進を遂げており、全国高等学校ラグビーフットボール大会に16年連続17回目の出場を果たしており（2022年度時点）、2014年度の第94回全国高等学校ラグビーフットボール大会では第3位に入るなどの活躍をしている。
その他の運動部
硬式野球部は2019年と2022年の全国高等学校野球選手権広島大会で決勝進出した。
女子バレーボールもここ数年、上位に進出している。

### 運動部
- ソフトテニス部
- サッカー部
- バスケットボール部
- ラグビー部
- バレーボール部
- バドミントン部
- 陸上部
- 卓球部
- 柔道部
- 剣道部
- アーチェリー部
- 少林寺拳法部
- 弓道部
- 硬式野球部

### 文化部
- 演劇部
- 書道部
- 科学部
- 茶道部
- 華道部
- 音楽部
- 軽音楽部
- 美術部
- 文芸部
- 写真部
- かるた部
- 囲碁・将棋部
- 国際コミュニケーション部
- 家庭クラブ
- 工業研究部

## 不祥事
女子バレーボール部で、監督だった男性教諭が2018年9月中旬に寮監を務める女子バレー部の寮で部員1人の髪の毛を引っ張って倒したほか、練習中に複数の部員に対して人格を否定するような暴言を吐くなどしていた。11月末に部員9人が寮を抜け出し、保護者に訴えて発覚した。
その後、男性教諭は逮捕され退職している。

## 著名な出身者
- 田口信教（1972年ミュンヘンオリンピック、水泳男子100m平泳ぎ金メダリスト）
- 石森昌治（水泳指導者、埼玉スウィンスイミングスクール取締役ヘッドコーチ、日本水泳連盟競泳委員・強化コーチ）
- 早稲田昇（1968年メキシコシティーオリンピック男子競泳代表選手）
- 香山進介（1976年モントリオールオリンピック・1980年モスクワオリンピック男子競泳代表選手）
- 本多忠（1972年ミュンヘンオリンピック・1976年モントリオールオリンピック男子競泳代表選手）
- 中西俊二（1980年モスクワオリンピック競泳日本代表選手）
- 高橋繁浩（1984年ロサンゼルスオリンピック・1988年ソウルオリンピック代表選手、途中鶴峯治監督と共に中京大学附属中京高等学校）
- 川本祐輔（社会人野球選手）
- 細谷佳正（声優）
- 土佐誠(ラグビー選手)
- 杉原立樹(ラグビー選手)
- 盛田志(ラグビー選手)
- 村上玲央(ラグビー選手)
- 奥平湧(ラグビー選手)
- 梁川賢吉(ラグビー選手)

## 歴代校長
- 初代：岡田茂二
- 二代：佐藤暢三
- 三代：小林武夫
- 四代：長山慶次郎
- 五代：武田利明
- 六代：桑田邦敬
- 七代：多和志朗
- 八代：村瀬俊之
- 九代：平賀正幸（2006年8月に交代）
- 十代：安西和夫
- 十一代：間處孝視
- 十二代：黒木巖
- 十三代：三藤義郎